# Katrine Camilleri
Katrine Camilleri (Malta, 24 febbraio 1970) è un avvocato maltese.
Gestisce il Servizio dei Gesuiti per i Rifugiati (Jesuit Refugee Service, JRS) di Malta e il 18 settembre 2007 è stata insignita del Premio Nansen per i Rifugiati dall'Alto commissariato delle Nazioni Unite per i rifugiati.
Katrine Camilleri, dopo essersi laureata all'Università di Malta nel 1994, iniziò a lavorare in uno studio legale, dove entrò in contatto con i rifugiati. Nel 1997, inizialmente come volontaria, cominciò a lavorare nell'ufficio maltese del Jesuit Refugee Service, organizzazione da poco giunta nell'isola.
A partire dal 2002, il numero dei richiedenti asilo a Malta cominciò a crescere di importanza; Katrine Camilleri scelse quindi di dedicarsi completamente al JRS, organizzando nuovi progetti che offrivano servizi sanitari, istruzione ed assistenza sociale per i rifugiati. La Camilleri ha anche promosso l'istituzione di un corso di studio all'Università di Malta riguardante le tematiche dei richiedenti asilo.
Nel 2006 è anche stata oggetto di gesti di intolleranza e attentati per la sua attività a favore dei rifugiati.